# 로런스 클라인
로런스 클라인(영어: Lawrence Klein, 1920년 9월 14일 ~ 2013년 10월 20일)은 미국의 경제학자이다. 그는 펜실베이니아 대학교의 와튼 스쿨에서 컴퓨터 모델을 이용한경제 트렌드 예측에 대한 업적으로 1980년에 노벨 경제학상을 받았다.

## 생애
로런스 클라인은 오마하에서 태어난 후 로스앤젤레스 시립 대학에서 미적분학을 배운 후 졸업하였다. 캘리포니아 대학교 버클리에서는 컴퓨터 모델링을 배우기 시작하였으며 1942년에 경제학을 전공으로 학사 학위를 받았다. 그 후 1944년에 그는 매사추세츠 공과대학교에서 경제학 박사 학위를 받았다.

### 초기 모델링
클라인은 그 후 그 당시 시카고 대학교에 있었던 콜스 경제학연구재단에 들어갔다. 그는 거기서 경기 순환을 예측하고 정부의 정치적, 경제적 정책들을 연구하기 위해 미국 경제의 모델을 만들었다. 제2차 세계 대전이후 클라인은 이 모델을 사용해 전쟁 후 군인들이 돌아와 수요가 증가해 불황 대신 호황이 올 것이라고 당시 보편적인 생각과 다른 예측을 했고, 결과적으로 그의 예측이 맞게 되었다. 비슷한 사례로 클라인은 한국 전쟁이후의 스태그네이션을 예측했드.
클라인은 1940년대에 잠시 공산당에 가입하였다.
미시간 대학교에서 클라인은 거시경제 모델을 발전시켰고, 특히 클라인-골드버거 모델에 큰 기여를 하였다.

### 매카시즘과 영국으로의 이주
1954년, 클라인이 공산당에 가입한적이 있다는 사실이 공개가 되었고 당시 사회에 만연하던 매카시즘의 영향으로 미사간 대학교에서 종신 교수직을 거부당했다. 클라인은 옥스퍼드 대학교로 옮겨가 옥스퍼드 모델이라는 영국 경제에 대한 경제 모델을 만들었다.

### 미국으로 귀환
1958년, 클라인은 미국으로 돌아와 펜실베이니아 대학교 경제학부에 들어갔고, 그 다음 해 존 베이츠 클라크 메달을 받았다.

### 와튼 스쿨에서의 업적
60년대 후반, 클라인은 와튼 계량경제학적 예측 모델을 만들었다. 이 모델은 국민/국내 총생산, 수출, 투자, 소비에 대한 분석으로 호평을 받았으며, 또 세금과 원유값 등등이 경제에 미치는 영향을 연구하는데 있어서도 좋은 반응을 받았다.

### 후기 업적
1976년 미국 대통령 선거때, 클라인은 지미 카터의 경제 태스크 포스에서 일했다. 그 후 그는 지미 카터 정부에서 일자리를 제의받았지만 이를 거부하였다. 클라인은 계량경제학회와 미국경제학회에서 회장직을 하기도 하였다. 정식 은퇴 후 클라인은 거시경제학적, 계향경제학적 월별, 분기별 경제 예측 모델을 연구하였다.
클라인은 93세의 나이로 2013년 10월 20일에 사망하였다.

## 추가 문헌
- Breit, William; Hirsch, Barry T., 편집. (2004). 《Lives of the Laureates》 4판. Cambridge, Mass: The MIT Press. ISBN 0-262-52450-3.
- “Lawrence Klein Papers, 1950s–2000”. Rubenstein Library, Duke University.